# Systellonotus triguttatus
Systellonotus triguttatus är en insektsart som först beskrevs av Carl von Linné 1767.  Systellonotus triguttatus ingår i släktet Systellonotus, och familjen ängsskinnbaggar. Arten är reproducerande i Sverige.